# 13118 La Harpe
13118 La Harpe è un asteroide della fascia principale. Scoperto nel 1993, presenta un'orbita caratterizzata da un semiasse maggiore pari a 2,9876910 UA e da un'eccentricità di 0,0818060, inclinata di 11,55123° rispetto all'eclittica.